# Nurse's Song
Nurse's Song is de titel van twee gedichten van de Engelse dichter, schrijver en beeldend kunstenaar William Blake. Het eerste gedicht stamt uit de in 1789 gepubliceerde bundel Songs of Innocence, het tweede, gepubliceerd in het deel Songs of Experience, verscheen in 1794. Beide series gedichten werden gezamenlijk gepubliceerd onder de titel Songs of Innocence and of Experience. Zoals gebruikelijk verzorgde de dichter zelf de bijbehorende illustraties.
Beide gedichten zijn opgebouwd uit kwatrijnen, respectievelijk vier en twee, en volgen hetzelfde rijmschema (abcb). Verder valt op dat beide gedichten dezelfde openingsregel hebben. Inhoudelijk verschillen zij echter sterk: zoals gebruikelijk in de bundel, en zoals ook uit de titel blijkt, is er sprake van een contrastwerking tussen 'jeugdige onschuld' en een zekere bitterheid of in elk geval relativering of distantie die het gevolg is van opgedane ervaring. In dit geval gaat het om een kindermeisje wier taak het is om te waken over het welzijn van de aan haar toevertrouwde kinderen die buiten aan het spelen zijn.

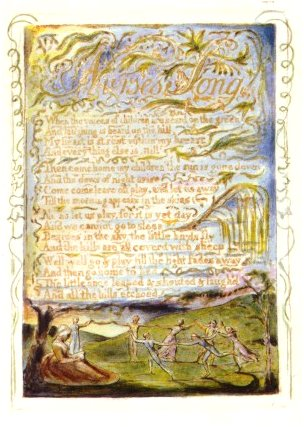
Songs of Innocence

In het eerste gedicht is sprake van een zekere welwillendheid of toegeeflijkheid van de kindermeid ten opzichte van de spelende kinderen. Zij maant hen om naar huis te komen omdat het tijd is, en geeft aan dat er morgen weer een dag is, maar de kinderen protesteren omdat het nog licht is en zij willen doorspelen. De schapen en de vogels, eveneens symbolen van onschuld en van de natuur waarvan zij net als de kinderen deel uitmaken, zijn immers ook nog actief. Zij geeft hun vervolgens nog even respijt.
When voices of children are heard on the green
And laughing is heard on the hill,
My heart is at rest within my breast
And everything else is still.

Then come home my children the sun is gone down
And the dews of night arise
Come, come leave off play, and let us away
Till the morning appears in the skies.

No, no let us play, for it is yet day
And we cannot go to sleep
Besides in the sky, the little birds fly
And the hills are all covered with sheep.

Well, well go & play till the light fades away
And then go home to bed
The little ones leaped & shouted & laugh'd
And all the hills echoed.

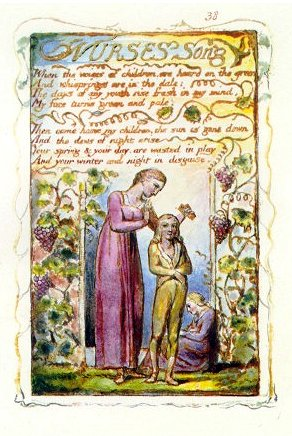
Songs of Experience

Het tweede gedicht is bitter van toon. De kindermeid hoort de stemmen van de spelende kinderen en denkt met kennelijke jaloezie terug aan haar eigen jeugd. Door ervaring wijzer geworden, of juist ongevoeliger, roept zij de kinderen nu op barsere toon tot de orde. Het groen van het gras vertoont zich nu in haar gelaat. Zij roept opnieuw de kinderen naar huis, wijzend op de gevaren van de nacht en de verspilling van de kostbare tijd die zij verdoen met hun spel.

When voices of children are heard on the green,
And whisperings are in the dale,
The days of my youth rise fresh in my mind,
My face turns green and pale.

Then come home, my children, the sun is gone down,
And the dews of night arise;
Your spring and your day are wasted in play,
And your winter and night in disguise.

Een versie van dit tweede gedicht werd door Boudewijn de Groot, in een bewerking van Ruud Engelander, in het Nederlands vertolkt op het album Hoe sterk is de eenzame fietser, onder de titel "Kindermeidslied". Op deze plaat staat ook een versie van Blakes The Chimney Sweeper onder de titel "De kleine schoorsteenveger".